# Jack Ross (Musiker)

Welterfolg Happy Jose
auf Dot 16302

Jack Ross (* 1. November 1916 in Seattle, Washington; † 16. Dezember 1982) war ein US-amerikanischer Trompetensolist und Entertainer. 1962 war er mit zwei Titeln in den Billboard Hot 100 vertreten.

## Karriere
Jack Ross reichten zwei Schallplattenaufnahmen, um sich international Geltung zu verschaffen. Bis Anfang der 1960er Jahre war er an der US-Westküste nur wenigen Musikliebhabern als Trompetensolist ein Begriff. In den 1950er Jahren war eine 78-RPM-Single mit zwei Trompetensoli erschienen, und 1960 kam eine Langspielplatte mit dem Dick Lane Quartett mit Swingtiteln auf den Markt. Einigen Nightclubbesuchern war Jack Ross als Entertainer bekannt. Ende 1961 entschloss sich die kalifornische Schallplattenfirma Dot Records mit Jack Ross eine Single mit den Instrumentaltiteln Happy Jose (Ching-Ching) und Sweet Georgia Brown herauszubringen.
Nachdem die Platte im November 1961 in den USA auf den Markt gekommen war, erschien der Titel Happy Jose am 13. Januar 1962 zum ersten Mal in den Hot 100 des US-Musikmagazins Billbord. Von Platz 90 gestartet stieg er bis Rang 57 auf und hielt sich sechs Wochen lang in den Hot 100. Im Konkurrenzmagazin Cashbox erreichte Happy Jose Rang 53 und behauptete sich acht Wochen lang. Trotz des nur mittelmäßigen Erfolgs in den USA verbreitete sich Happy Jose weltweit. In Deutschland, wo der Titel von der britischen Plattenfirma London Records vertrieben wurde, erzielte er den größten internationalen Erfolg, in der Fachzeitschrift Musikmarkt stieg er bis zum Platz sieben auf und wurde über 25 Wochen in den Top 50 notiert. London veröffentlichte Happy Jose neben Großbritannien unter anderem auch in Griechenland, Israel, Australien und Neuseeland.
Zwei Monate später verbreitete Dot ein völlig anders geartetes Stück mit Jack Ross. Mit dem Comedy-Titel Cinderella zeigte sich Ross von seiner Entertainerseite. Mit seinem gesprochenen Kabaretttext in Liveatmosphäre traf er den Nerv des amerikanischen Publikums, sodass diese Platte in den USA ebenfalls zu einem Verkaufserfolg wurde. Cinderella stand neun Wochen in den Billboard Top 10 und stieg bis Platz 16 auf, bei Cashbox erreichte der Titel Rang 35. Anschließend folgten bei Dot noch zwei weitere Singles, deren Titel erfolglos blieben. Nachdem damit seine kurze Schallplattenkarriere beendet war, erlebte Jack Ross noch einen Nachhall seiner Erfolge bei einem Auftritt in der Perry Como Show am 22. Mai 1963. Er starb bereits 1982 im Alter von 66 Jahren.

## Diskografie

### Vinylsingles
| A/B-Seite                                      | Katalog-Nr.           | veröffentl. |
| ---------------------------------------------- | --------------------- | ----------- |
|                                                | USA                   |             |
| Jo Ann / Zing Went the Strings of My Heart     | Cavalier 809 (78 RPM) | 1950er      |
| Happy Jose (Ching-Ching) / Sweet Georgia Brown | Dot 16302             | 11/1961     |
| Cinderella / Margarita                         | Dot 16333             | 2/1962      |
| Take Me Along / Mumbles                        | 16369                 | 6/1962      |
| I’ll Take Care of Your Cares / Shadrak         | Dot 16460             | 4/1963      |
|                                                | UK                    |             |
| Happy Jose (Ching-Ching) / Sweet Georgia Brown | London 9485           | 1/1962      |
| Cinderella / Margarita                         | London 9534           | 4/1962      |
|                                                | Deutschland           |             |
| Happy Jose (Ching-Ching) / Sweet Georgia Brown | London 20501          | 1962        |
| Margarita / Milwaukee Stomp                    | London 20617          | 1962        |

### Langspielplatten (USA)
| Titel               | Katalog-Nr.       | veröffentl. |
| ------------------- | ----------------- | ----------- |
| Las Vegas Late Show | Roulette 215118   | 1960        |
| Cinderella          | Dot 3429          | 1962        |
| Quite the Handyman  | Room Service 0002 | 1975        |
| Jack Ross           | Independent 1532  | ?           |